# معركة غوا
معركة غوا تشير إلى سلسلة من المواجهات البحرية بين اسطول الإمبراطورية البرتغالية وأساطيل شركة الهند الشرقية الهولندية والتي كانت تحاول حصار واحتلال مدينة غوا الواقعة شرق الهند والخاضعة للسيطرة البرتغالية.
وفي عام 1638 واجهت قوات بقيادة نائب الملك البرتغالي في الهند بيدرو دا سيلفا ولاحقاً أنتونيو تيليس دي مينيسيس اسطولاً هولندياً كبيراً بقيادة الادميرال آدم ويستروولت الذي هزم هزيمة قاسية في هذه المواجهة. في العام التالي 1639 قاد الادميرال الهولندي كورنيليس سيمونز فان دير فييرز غارة أخرى على ميناء غوا.

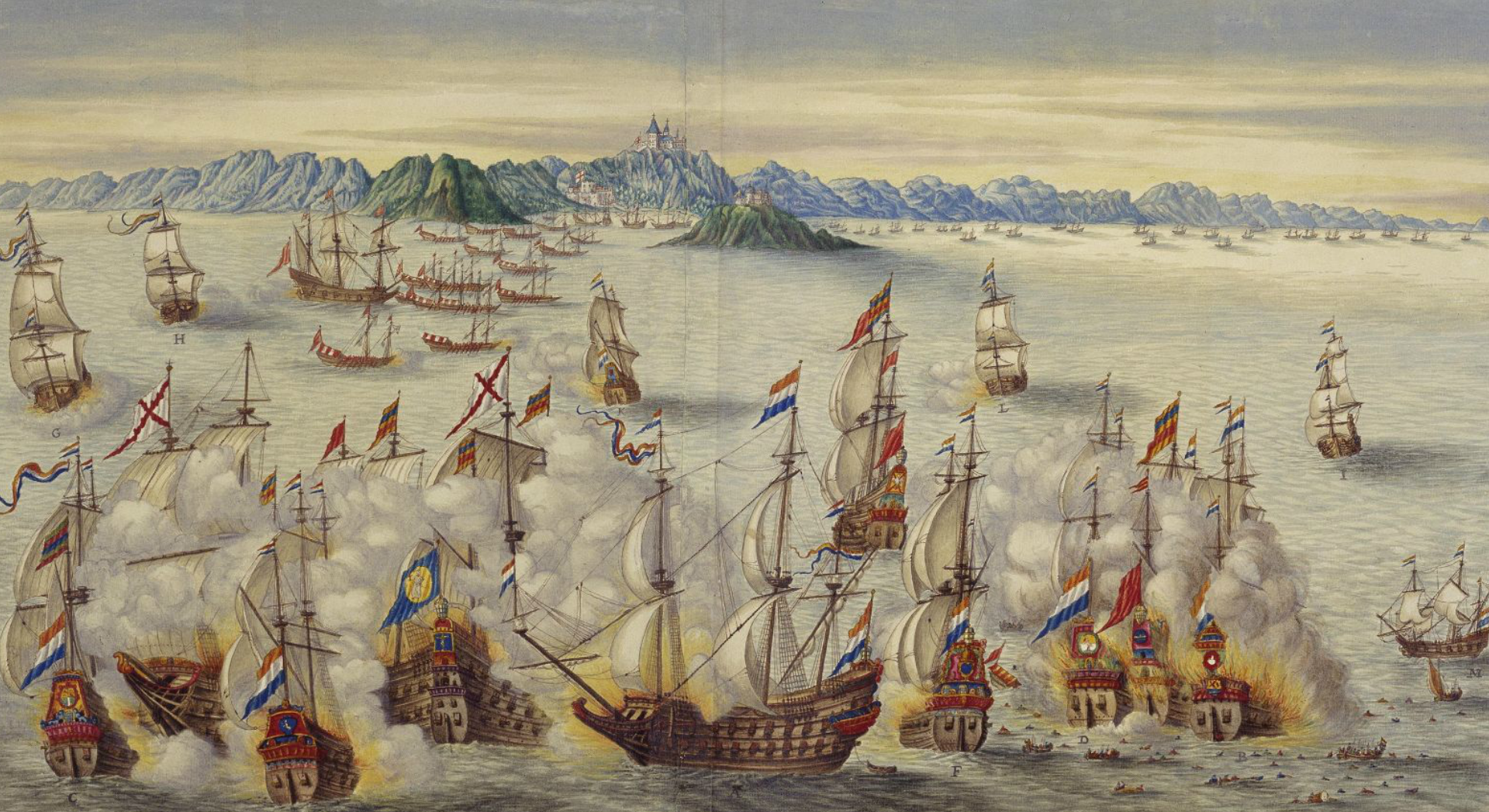
معركة بحرية بالقرب من سواحل غوا بين الأساطيل الهولندية والبرتغالية في عام 1638